# Зимбру (стадион)
«Зимбру» (рум. Stadionul Zimbru) — футбольный стадион в Кишинёве (Молдавия).

## История
Идея строительства собственного стадиона для футбольного клуба «Зимбру» возникла в 2002 году и принадлежала почётному президенту футбольного клуба «Зимбру», вице-президенту нефтяной компании «Лукойл» (Россия) Николаю Чёрному. В 2003 году была проведена работа по проектированию стадиона, согласовывались технические условия. В 2004 году был проведён демонтаж старых сооружений на тренировочной базе «Зимбру» (находившейся на проспекте Дачия) и начато строительство нового спорткомплекса. Архитектура нового стадиона была разработана в проектном институте «Ceproserving», руководил работами главный инженер организации Олег Нисенбойм. Около 50 % строительных работ взяла на себя компания «Inconex-Com». Остальную часть работы проделали молдавские строительные организации, а также две иностранные компании. Окончание строительства было запланировано на конец 2005 года. Тем не менее, сдача спорткомплекса в эксплуатацию в срок не состоялась.
Строительство стадиона затянулось на 27 месяцев. Сказалось отсутствие опыта строительства такого рода сооружений в Молдавии. В ходе строительства возникали новые идеи, привлекались новые инвестиции. строящуюся спортивную арену постоянно инспектировали официальные лица УЕФА и ФИФА, которые контролировали ход работ, предлагали своё решение проблем и делали необходимые замечания. Был учтён опыт постройки стадионов в других странах, благодаря изучению которого были выбраны швейцарские фирмы «Matomatic» — для работ по укладке футбольного газона (она же укладывала газон на стадионе «Локомотив» в Москве) и «Lusmecon» — для строительства необходимых коммуникаций (система орошения и подогрева поля, дренаж). На стадионе также, согласно пожеланиям УЕФА, для обеспечения безопасного прохода футболистов и тренеров как от транспорта к раздевалкам, так и из раздевалок на футбольное поле, были построены специальные туннели. Были выстроены отдельный вход и галерея для прохода на стадион VIP персон. Когда до завершения строительства оставалось немного времени, представители УЕФА потребовали перенести трибуну для представителей прессы на место под VIP трибуной.
Для обеспечения звукоизоляции стадиона от окружающих его жилых многоэтажных домов, а также находящегося поблизости Центра охраны здоровья матери и ребёнка арену стадиона по всему периметру накрыли звуконепроницаемыми панелями. Особенностью конструкции козырьков над трибунами также является то, что они выполнены из полупрозрачного материала, пропускающего солнечные лучи и не препятствуют естественному освещению и температурному режиму на всей территории футбольного поля.
Освещение футбольного поля было обеспечено четырьмя мачтами с прожекторами (1600 люкс), сделанные немецкой фирмой «Siteco». Видео табло было изготовлено украинскими специалистами из Житомира.
Помимо основной спортивной арены вместимостью в 10 500 зрителей, на территории спорткомплекса были построены:
- 2 футбольных поля:
  - С натуральным газоном и трибунами на 2500 мест;
  - С искусственным газоном и трибунами на 2200 мест.
- 3 теннисных корта.
- Трёхэтажное здание детской спортивной школы.
- Гостиница для спортсменов.
- Спортивно-оздоровительный центр[1].

Первый матч на новом стадионе состоялся 20 мая 2006 года между командами «Зимбру» и «Крылья Советов» (Самара) (1:1).

## Стадион в настоящее время
В настоящее время на стадионе проводятся различные спортивные мероприятия, он является домашней ареной для двух кишинёвских футбольных клубов — «Зимбру» и «Дачия». На стадионе также проводит свои домашние матчи сборная Молдавии по футболу. Стадион полностью соответствует требованиям УЕФА и ФИФА для проведения международных соревнований.
На стадионе также проходят и концерты мировых звёзд рок-музыки. В октябре 2010 года именно на стадионе «Зимбру» дала свой первый и пока что единственный концерт в Молдавии знаменитая группа «Scorpions». На концерте присутствовало рекордное количество слушателей — около 20 000 человек. Безопасность концерта обеспечивали около 800 сотрудников полиции, но не было зафиксировано ни одного нарушения правопорядка.